# Amico è
Amico è är en sång skriven av Dario Baldan Bembo, Sergio Bardotti och Nini Maria Giacomelli och som under titeln "Falò" sjöngs in av Dario Baldan Bembo på albumet Spirito della Terra.
Melodin har också använts som arenahymn, där hejarklackarna nynnar på melodin med vokalen "o", ett nynnande som också kan höras i låten.
Kikki Danielsson och Kjell Roos spelade 1985 in sången i duett med text på svenska av Ingela "Pling" Forsman, som "Vem går med dig hem" på albumet Bra vibrationer. 

### Fotnoter
1. ↑  ”Svensk mediedatabas”. http://smdb.kb.se/catalog/id/001886172. Läst 20 april 2011.